# Glebe Rangers FC
Glebe Rangers Football Club is een Noord-Ierse voetbalclub uit Ballymoney, County Antrim.
De club werd in 1989 opgericht en speelt in het Riada stadion. Toen aan het einde van het seizoen 2004/05 Omagh Town opgeheven werd, werd de vacante plaats in niet direct ingevuld maar degradeerde Ballymoney United FC niet en werd er met elf in plaats van twaalf clubs gespeeld. Een jaar later werd er een playoff om de vacante plaats gehouden en Glebe Rangers won over twee wedstrijden van Trojans FC uit Derry. Daarna speelde de club in het IFA Championship. In het seizoen 2016/17 speelt de club in de Ballymena & Provincial Football League.